# XChat
XChat原本是為Unix-like系統所開發的IRC通訊協定軟體。由俄國人（Zed）從1998年開發至2010年8月29日釋放2.8.9後再無活動。XChat使用GTK+開發，是跨平台的應用程式，運行在Linux、FreeBSD、到Windows和Mac的OSX。作者使用GNU通用公共许可证授權將軟體原始碼釋出，這意味着X-Chat是自由軟體的一員。

## 特性
Xchat使用标签页界面，可以同时连接多个服务器，定制性较高。拥有命令行界面和图形用户界面两种版本，主程序代码使用GNU通用公共许可证授权，但Windows的官方版本是共享软件，使用GTK+生成界面。
Xchat具有大多数IRC客户端全部的基本功能，包括CTCP, DCC文件传输和聊天，XChat支持使用其它语言编写的脚本或插件来扩展功能，可用C语言、C++、Perl、Python、Tcl、Ruby、Lua、CLISP、D语言、DMDScript等程序设计语言编写。
此外，XChat支援多種語系的轉換，對於程式顯示的樣式也有著詳細的內建設定。
XChat可以在下列操作系统下运行: GNU/Linux, FreeBSD, NetBSD, OpenBSD, Solaris, AIX, IRIX, Mac OS X, Windows 98/ME/NT/2000/XP and others.
官方已移除对98/ME的支持，但通过派生版本或从Windows版源码编译，XChat依旧可以运行在这种平台。 

## 授权方式的改变
在2004年8月23日，作者Zed將XChat的Windows可執行版本改為共享软件並且開始收費，有30天的试用期，并将之前的Windows免费版本从网站上移出。作者给出的理由是编制Windows的版本需要大量的时间和精力。
但原始碼仍然能夠相當自由的取得，只要使用者有能力，可以自己下載原始碼並加以編譯。從此開始，其他Power-user開始釋出各種不同的X-Chat Build，其中有名的就是SilverX所建立的版本。這些版本通常幾乎完全依照Zed所寫的原始碼所編，依照編譯者的意願，這些可執行版本是免費取得的。官方的版本和其他使用者所釋出的版本，差異在於內建函式庫以及語言支援的部分。
- HexChat

### 派生版本
- 近期更新的各Windows版本 （页面存档备份，存于）
- XChat Aqua for Mac OS X

### 官方频道
- freenode：#xchat[永久]
- EFnet：#xchat[永久]